# Litoralia junci
Litoralia junci is een hooiwagen uit de familie Cosmetidae.